# Distribuzione continua uniforme
In teoria delle probabilità la distribuzione continua uniforme è una distribuzione di probabilità continua che è uniforme su un insieme, ovvero che attribuisce la stessa probabilità a tutti i punti appartenenti ad un dato intervallo [a,b] contenuto nell'insieme.

## Definizione
La distribuzione continua uniforme {\displaystyle {\mathcal {U}}(S)} su un insieme misurabile S, di misura finita non nulla, è una distribuzione di probabilità che attribuisce a tutti i sottoinsiemi di S con la stessa misura la stessa probabilità di verificarsi.
La sua densità di probabilità è un multiplo della funzione indicatrice dell'insieme S,
{\displaystyle f(x)={\frac {1}{\mu (S)}}\ 1_{S}={\begin{cases}1/\mu (S)&x\in S\\0&x\not \in S\end{cases}}}
dove {\displaystyle \mu (S)} è la misura dell'insieme S.
In particolare ogni sottoinsieme misurabile A di S ha una probabilità di verificarsi proporzionale alla propria misura:
{\displaystyle P(A)={\frac {\mu (A)}{\mu (S)}}}.

## Su un intervallo
La distribuzione uniforme continua viene solitamente definita su un intervallo {\displaystyle S=[a,b]\subset \mathbb {R} }; in questo caso viene indicata {\displaystyle {\mathcal {U}}(a,b)={\mathcal {U}}([a,b])}.
La sua densità di probabilità è
{\displaystyle f(x)={\frac {1}{b-a}}} su {\displaystyle [a,b]}.
Come intervallo {\displaystyle [a,b]}, inoltre, viene spesso preso l'intervallo unitario {\displaystyle I=[0,1]}, che può essere sempre ricondotto al caso precedente tramite una trasformazione lineare, ovvero considerando la variabile aleatoria {\displaystyle Y=a+(b-a)X} al posto di {\displaystyle X}. In particolare, la variabile aleatoria 1-X segue la stessa distribuzione {\displaystyle {\mathcal {U}}(0,1)}.
In questo caso la densità di probabilità diventa
{\displaystyle f(x)=1} su {\displaystyle I},
la funzione di ripartizione è
{\displaystyle F(x)=x} su {\displaystyle I},
e la probabilità di un intervallo {\displaystyle [x_{1},x_{2}]\subset I} è pari alla sua lunghezza:
{\displaystyle P([x_{1},x_{2}])=x_{2}-x_{1}\ }
(nel caso generale la probabilità di un intervallo è proporzionale alla sua lunghezza).
Per il calcolo delle probabilità i singoli valori f(0) e f(1) sono ininfluenti: basta che la densità di probabilità resti invariata quasi ovunque. Talvolta vengono posti pari a 0, prendendo la funzione indicatrice dell'intervallo aperto {\displaystyle ]0,1[}, o a 1/2, prendendo come densità di probabilità la funzione rettangolo (in questo caso la distribuzione è anche chiamata distribuzione rettangolare).

### Caratteristiche
Se X è una variabile aleatoria di distribuzione uniforme {\displaystyle {\mathcal {U}}(0,1)}, allora {\displaystyle Y=a+(b-a)X} è una variabile aleatoria di distribuzione uniforme {\displaystyle {\mathcal {U}}(a,b)}, le cui caratteristiche si ricavano facilmente da quelle di X.
Le due variabili aleatorie hanno
- speranza matematica

{\displaystyle E[X]={\frac {1}{2}},\qquad E[Y]=a+(b-a)E[X]={\frac {a+b}{2}}};
- varianza

{\displaystyle {\text{Var}}(X)={\frac {1}{12}},\qquad {\text{Var}}(Y)=(a-b)^{2}{\text{Var}}(X)={\frac {(a-b)^{2}}{12}}};
- funzione caratteristica

{\displaystyle \phi _{X}(t)=E[e^{itX}]={\frac {e^{it}-1}{it}},\qquad \phi _{Y}(t)=e^{iat}g_{X}((b-a)t)={\frac {e^{ibt}-e^{iat}}{ibt-iat}}};
- funzione generatrice dei momenti

{\displaystyle g_{X}(t)=E[e^{tX}]={\frac {e^{t}-1}{t}},\qquad g_{Y}(t)=e^{at}g_{X}((b-a)t)={\frac {e^{bt}-e^{at}}{bt-at}}};
Dalla funzione generatrice dei momenti si ricavano (per il più generale Y) i momenti semplici
{\displaystyle \mu _{n}(Y)={\frac {b^{n+1}-a^{n+1}}{(n+1)(b-a)}}};
siccome la variabile aleatoria centrata {\displaystyle Y-E[Y]} segue una distribuzione uniforme su {\displaystyle [-{\tfrac {b-a}{2}},{\tfrac {b-a}{2}}]}, si ricavano immediatamente i momenti centrali di Y
{\displaystyle m_{n}(Y)=\mu _{n}(Y-E[Y])={\begin{cases}{\frac {(b-a)^{n}}{(n+1)2^{n}}}&n=2k\\0&n=2k+1\end{cases}}.}
In particolare si trovano gli indici di asimmetria e di curtosi
{\displaystyle \gamma _{1}(Y)=0,\qquad \gamma _{2}(Y)=-{\frac {6}{5}}}.
Infine, l'entropia di Y è
{\displaystyle H(Y)=\log(b-a)}.

### Altre distribuzioni
Ogni distribuzione di probabilità univariata (cioè sui numeri reali) è legata alla distribuzione uniforme {\displaystyle {\mathcal {U}}(0,1)}. Se X segue la distribuzione uniforme su {\displaystyle [0,1]} ed F è una qualunque funzione di ripartizione, prendendo la funzione
{\displaystyle F^{-1}(x)=\inf\{y\in \mathbb {R} \colon F(y)\geqslant x\}}
si può definire una variabile aleatoria
{\displaystyle Y=F^{-1}(X)}
che ha proprio F come funzione di ripartizione.
Ad esempio, {\displaystyle Y=-{\tfrac {\log X}{\lambda }}} segue la distribuzione esponenziale {\displaystyle {\mathcal {E}}(\lambda )}.
In informatica questa proprietà viene chiamata metodo dell'inversione e viene utilizzata per trasformare un generatore "casuale" di campioni per X in un generatore di campioni per Y.
La somma {\displaystyle X_{1}+X_{2}} di due variabili aleatorie variabili indipendenti con la medesima distribuzione uniforme {\displaystyle {\mathcal {U}}(a,b)} segue una distribuzione triangolare simmetrica (distribuzione di Simpson).
Più in generale, la distribuzione di Irwin-Hall descrive la somma {\displaystyle X_{1}+...+X_{n}} di n variabili aleatorie variabili indipendenti con la medesima distribuzione uniforme {\displaystyle {\mathcal {U}}(0,1)}.
La distribuzione Beta {\displaystyle \mathrm {B} (1,1)} corrisponde alla distribuzione uniforme {\displaystyle {\mathcal {U}}(0,1)}. Inoltre, se X segue questa distribuzione uniforme, allora {\displaystyle Y=1-{\sqrt[{n}]{X}}} segue la distribuzione Beta {\displaystyle \mathrm {B} (1,n)}.
Il parallelo della distribuzione continua uniforme tra le distribuzioni discrete è la distribuzione discreta uniforme, definita su un insieme finito S, che attribuisce ad ogni suo sottoinsieme una probabilità di verificarsi pari alla propria cardinalità. (In altri termini è la stessa definizione, con una diversa misura.)